# استیون وونگ
استیون وونگ (انگلیسی: Steven Wong؛ زادهٔ ۲۸ آوریل ۱۹۸۸) دوچرخه‌سوار اهل بلژیک است.
وی در مسابقات کشوری و بین‌المللی در مجموع برندهٔ ۳ مدال طلا شده‌است.